# Laurel (Montana)
Laurel es una ciudad ubicada en el condado de Yellowstone en el estado estadounidense de Montana. En el Censo de 2010 tenía una población de 6718 habitantes y una densidad poblacional de 1.209,81 personas por km².

## Geografía
Laurel se encuentra ubicada en las coordenadas 45°40′26″N 108°46′14″O / 45.67389, -108.77056. Según la Oficina del Censo de los Estados Unidos, Laurel tiene una superficie total de 5.55 km², de la cual 5.55 km² corresponden a tierra firme y (0%) 0 km² es agua.

## Demografía
Según el censo de 2010, había 6718 personas residiendo en Laurel. La densidad de población era de 1.209,81 hab./km². De los 6718 habitantes, Laurel estaba compuesto por el 95.25% blancos, el 0.36% eran afroamericanos, el 1.5% eran amerindios, el 0.36% eran asiáticos, el 0.04% eran isleños del Pacífico, el 0.36% eran de otras razas y el 2.13% pertenecían a dos o más razas. Del total de la población el 3.01% eran hispanos o latinos de cualquier raza.